# Wehrwirtschaftsführer

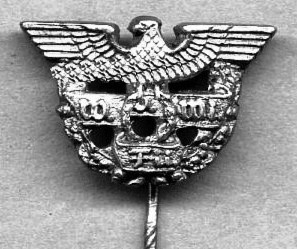
WeWifü de solapa

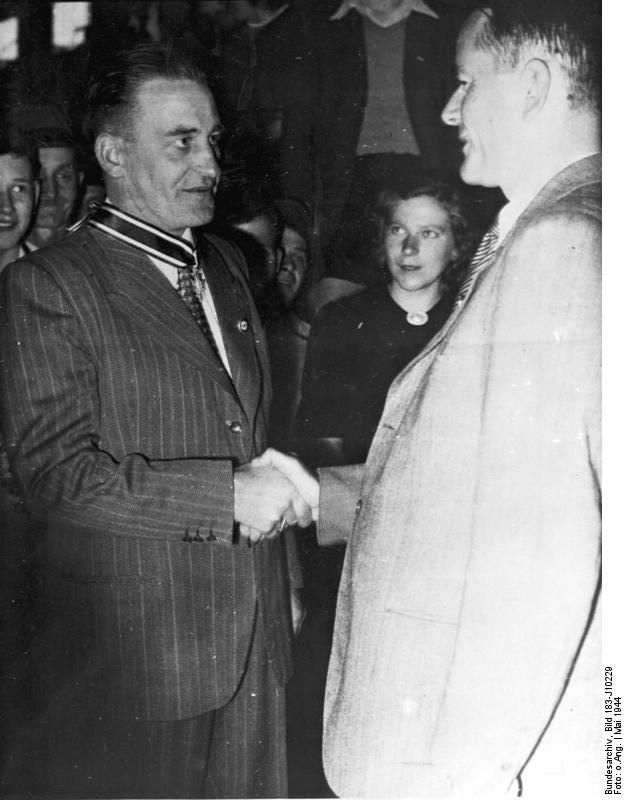
Albert Speer (derecha) felicita a Edmund Geilenberg (izquierda) por la concesión de la Wehrwirtschaftsführer (mayo de 1944), grabación de archivos federales.

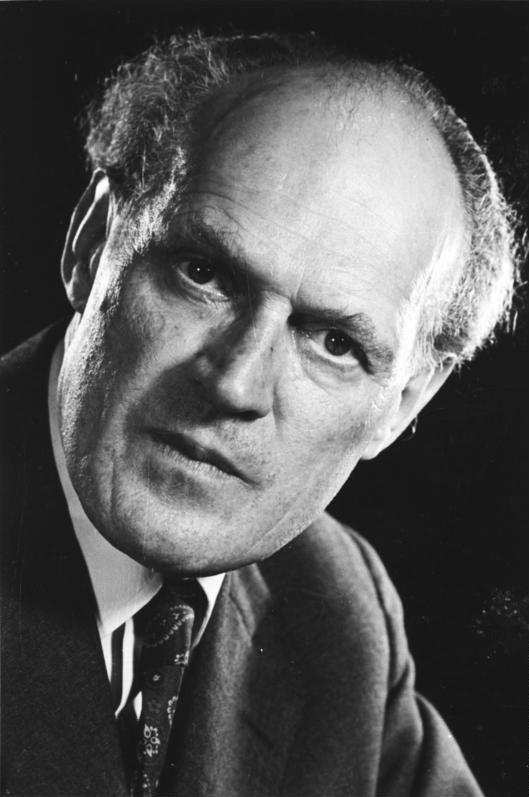
Willy Messerschmitt (1958)

Wehrwirtschaftsführer (WeWiFü) fue en la Alemania Nazi, una condecoración del partido nazi (NSDAP) otorgada a los directores de las empresas de armamento más importantes,
A partir de 1940, esta condecoración se concedió también, a directivos de empresas no armamentística, para demostrar que esas empresas también estaban contribuyendo a la economía de guerra.

## Wehrwirtschaftsführer (Selección)
En total, fueron alrededor de 400 personas las condecoradas con la Wehrwirtschaftsführern, entre ellos:
- Ludwig Arzt
- August Bode (Wegmann & Co.)
- Hans Constantin Boden (AEG)
- Walter Borbet, Vorstandsvorsitzender und Generaldirektor des Montankonzerns Bochumer Verein[3]
- Carl Friedrich Wilhelm Borgward
- William Borm
- Carl Bosch (I.G. Farben)
- Max Brose
- Richard Bruhn (Auto Union)
- Heinrich Bütefisch (I.G. Farben)
- August Diehn (Deutsches Kalisyndikat)
- Richard-Eugen Dörr (1896–1975)
- Carl Martin Dolezalek[4]
- Claude Dornier
- Hugo Eckener (1939)
- Gerhard Fieseler (Gerhard-Fieseler-Werke)
- Otto Fitzner (Wirtschaftsgruppe Nichteisen-Metalle)
- Friedrich Flick
- Edmund Geilenberg
- Walter Georgii (Meteorologe)
- Otto Heinrich Graf von Hagenburg, Zulieferbetrieb für die Flugzeugindustrie in Sonthofen
- Ernst Heinkel (fabricante de aviones)
- Jost Henkel
- Werner Heynen
- Heinrich Hunke
- Robert Kabelac
- Willy Kaus
- Otto Koehn (AEG)
- Hans Kohnert
- Gustav Köllmann
- Carl Krauch
- Alfried Krupp von Bohlen und Halbach
- Gustav Krupp von Bohlen und Halbach
- Friedrich Linde
- Karl Emanuel Merck[5] (Merck KGaA)
- Otto Merker
- Wilhelm Emil Messerschmitt
- Johannes Müller (Junkers)
- Heinrich Nordhoff
- Heinrich Notz
- Hans Constantin Paulssen
- Waldemar Petersen (AEG)
- Ernst Poensgen
- Ferdinand Porsche
- Günther Quandt
- Karl Quasebart
- Wilhelm Renner (HASAG)
- Fritz Reuther
- Waldemar Rienäcker
- Hermann Röchling
- Willy Sachs
- Eduard Schalfejew
- Robert H. Schmidt, Vorstandsvorsitzender Ford Deutschland[6]
- Philipp Alois von Schoeller
- Eduard Schulte
- Hans-Günther Sohl
- Franz Stapelfeldt
- Kurt Tank
- Herbert Tengelmann
- Hermann Terberger
- Emil Tscheulin
- Wilhelm Voß
- Hans Wendel (AEG)
- Ludger Westrick
- Wolf-Dietrich von Witzleben (Siemens)
- Ernst Zindel (Junkers)

## Wehrwirtschaftsführer después de la guerra
Después del final de la guerra, la mayoría de los líderes militares fueron castigados por los Aliados, pero pronto fueron reincorporados en puestos clave de reconstrucción bajo las condiciones de la Guerra Fría. Sintomático de esto fue el regreso al poder de Friedrich Flick, el mayor líder empresarial del Tercer Reich y el líder más destacado de la economía militar. Después de siete años de cautiverio, volvió a convertirse en el mayor empresario de la República Federal, condecorado con la Gran Cruz del Mérito con bandolera y estrella.